# Polyamia rossi
Polyamia rossi är en insektsart som beskrevs av Delong 1937. Polyamia rossi ingår i släktet Polyamia och familjen dvärgstritar. Inga underarter finns listade i Catalogue of Life.